# Sašo Robič
Sašo Robič (ur. 5 maja 1967 w Jesenicach, zm. 7 sierpnia 2010) – słoweński narciarz alpejski reprezentujący Jugosławię, dwukrotny medalista mistrzostw świata juniorów.

## Kariera
Po raz pierwszy na arenie międzynarodowej Sašo Robič pojawił się w 1983 roku, startując na mistrzostwach świata juniorów w Sestriere. W swoim jedynym starcie zajął tam dwunaste miejsce w slalomie gigancie. Na rozgrywanych rok później mistrzostwach świata juniorów w Sugarloaf zdobył srebrny medal w slalomie. W zawodach tych rozdzielił na podium Japończyka Atsushiego Itō i Finna Christiana Jagge z Norwegii. Wynik ten powtórzył podczas mistrzostw świata juniorów w Jasnej w 1985 roku. Tym razem uplasował się za Austriakiem Rainerem Salzgeberem, a przed Paulem Accolą ze Szwajcarii. W zawodach Pucharu Świata zadebiutował w drugiej połowie lat 80.. Pierwsze pucharowe punkty wywalczył 17 stycznia 1989 roku w Adelboden, zajmując piętnaste miejsce w gigancie. Najlepszą lokatę w zawodach tego cyklu zanotował 23 stycznia 1990 roku w Veysonnaz, gdzie w tej samej konkurencji był dwunasty. Najlepsze wyniki osiągnął w sezonie 1989/1990, kiedy w klasyfikacji generalnej zajął 88. miejsce. Nie startował na igrzyskach olimpijskich ani mistrzostwach świata
Po zakończeniu kariery pracował jako trener juniorów w klubie ASK Kranjska Gora. Robič popełnił samobójstwo 7 sierpnia 2010 roku.
Jego brat, Jure Robič, był profesjonalnym kolarzem.

## Osiągnięcia

### Mistrzostwa świata juniorów
| Miejsce | Dzień     | Rok  | Miejscowość | Konkurencja | Czas biegu  | Strata  | Zwycięzca          |
| ------- | --------- | ---- | ----------- | ----------- | ----------- | ------- | ------------------ |
| 12.     | 5 marca   | 1983 | Sestriere   | Gigant      | 2:15,25 min | +4,15 s | Johan Wallner      |
| 2.      | 20 lutego | 1984 | Sugarloaf   | Slalom      | 1:55,21 min | +1,30 s | Atsushi Itō        |
| 37.     | 28 lutego | 1985 | Jasná       | Zjazd       | 1:18,01 min | +4,25 s | Giorgio Piantanida |
| 2.      | 3 marca   | 1985 | Jasná       | Slalom      | 1:42,82 min | +0,99 s | Rainer Salzgeber   |

### Puchar Świata

#### Miejsca w klasyfikacji generalnej
- sezon 1988/1989: 94.
- sezon 1989/1990: 88.

#### Miejsca na podium
Robič nie stawał na podium zawodów PŚ.